# Sematophyllum ruvenzorense
Sematophyllum ruvenzorense är en bladmossart som beskrevs av Hugh Neville Dixon och Thériot 1942. Sematophyllum ruvenzorense ingår i släktet Sematophyllum och familjen Sematophyllaceae. Inga underarter finns listade i Catalogue of Life.